# Johann Schöner
Pour les articles homonymes, voir Schöner.
Johann Schöner (Karlstadt-sur-le-Main, 16 janvier 1477 - Nuremberg, 16 janvier 1547) (connu également sous les noms de : Johannes Schöner, Johann Schönner, Jean Schönner, Joan Schoenerus, Johann Schoener) fut un humaniste, mathématicien, cartographe, cosmographe, astronome et astrologue allemand renommé et respecté de la Renaissance.

## Biographie
Johann Schöner est né le 16 janvier 1477 à Karlstadt-sur-le-Main, en Franconie. On connait peu de chose de sa famille. Tout ce que l'on sait, c'est qu'il avait un frère, Peter, à qui il a adressé ses Pharmacopée en 1528. 
Des informations assez détaillées sur sa vie adulte, au moins jusqu'à 1506, furent préservées dans ses notes en marge des éphémérides de Regiomontanus, qu'il utilisait comme journal. Il fut inscrit à l'Université d'Erfurt en 1494, et fut diplômé du Baccalaureus le 21 mars 1498. 
Il fut nommé à un poste d'enseignement dans l'école de Gemünden am Main le 22 février 1499. 
Il devient aumônier de Hallstatt et ordonné prêtre catholique dans l'évêché de Bamberg, le 13 juin 1500.
Dans son journal, il parle de sa relation avec Kunigunde Holocher avec laquelle il a eu trois enfants, un fils Johannes né le 1er février 1502, une fille Sibilla né le 12 juin 1503 et un second fils, Guy, né le 21 novembre 1504.
Marié, il se convertit au protestantisme. 
En 1526, il fut nommé professeur de mathématiques au gymnasium Aegidianum de Nuremberg, poste qu'il a occupé pendant 20 ans jusqu'en 1546.
Il meurt le 16 janvier 1547 à Nuremberg.

## Novateur de la Renaissance

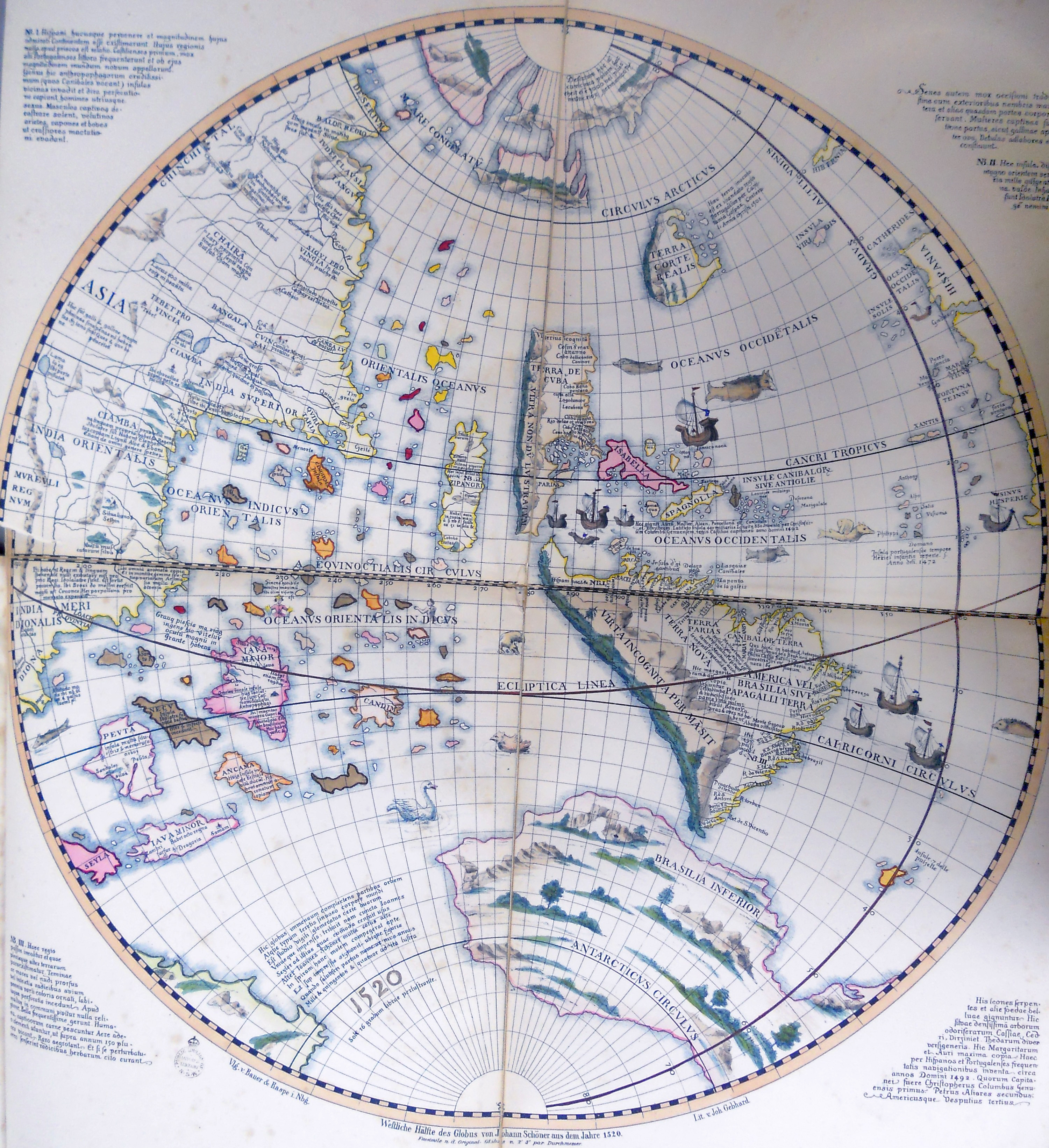
Mappemonde de Johann Schöner (1520).

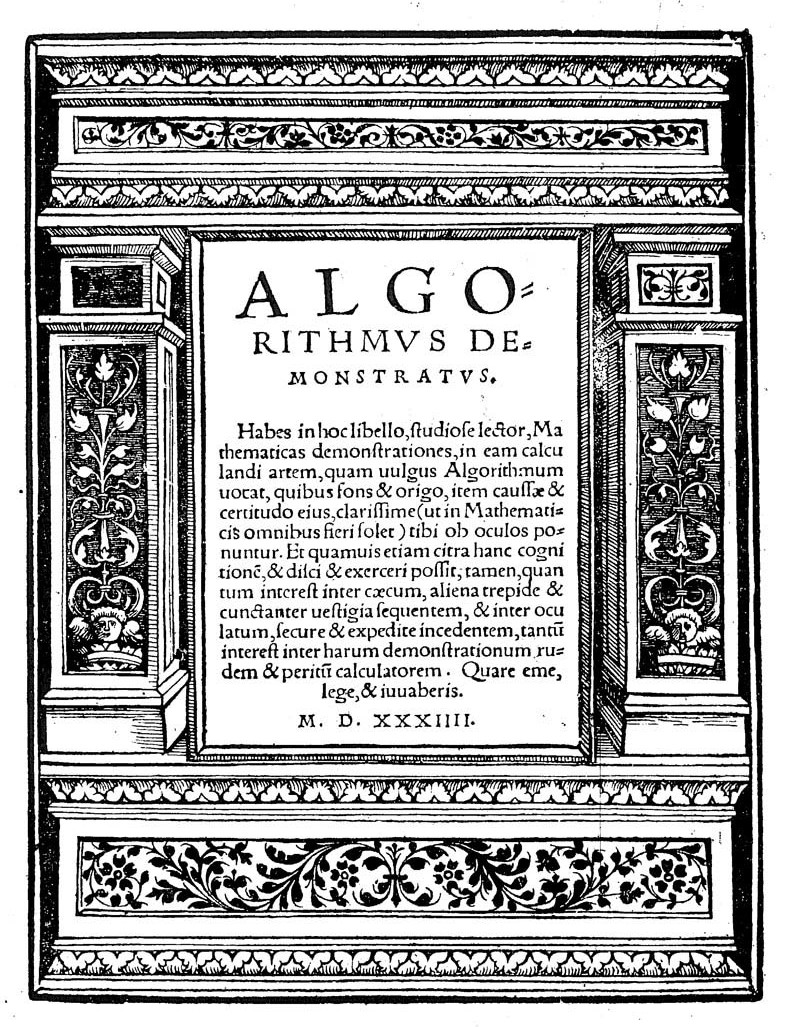
Algorithmus demonstratus, 1534

Johann Schöner jouissait d'une réputation à l'échelle européenne comme un novateur et influença la cartographie et la cosmographie de la Renaissance. 
Dès 1515, Johann Schöner possédait, à Bamberg, sa propre entreprise d'imprimerie et il publia de nombreuses cartes et globes terrestres. La toute première impression du ciel fut réalisée dans son atelier la même année, ainsi que son célèbre globe terrestre de Schöner.
La représentation de son globe terrestre donne la description des continents américains ainsi que de la Nouvelle-Guinée et un continent austral regroupant à la fois l'Australie et l'Antarctique. L'océan Pacifique étant réduit au minimum, car l'immensité de cet océan n'était pas encore parfaitement connue. Ainsi le Japon apparait au large des côtes californiennes. D'autres erreurs apparaissent telles que les limites continentales de la Terra Australis aux contours de l'Australie, situées juste au sud de l'Amérique dans le détroit qui prendra plus tard le nom de Magellan. Cette terre reprend en fait la théorie de Ptolémée (IIe siècle) sur l'existence d'un immense continent austral au sud de la terre. Ce continent austral apparait de manière tout à fait claire sur la mappemonde cordiforme de 1534 d'Oronce Fine (sur laquelle le détroit de Magellan, non encore dénommé, figure pour la première fois de manière certaine).
Il réalisa en 1520 une mappemonde, représentant les contours de l'Australie et de l'Antarctique, tout comme la carte de Piri Reis, réalisée en 1513, montrant également l'Antarctique.
Schöner a également étudié la planète Mercure et mis à la disposition de Copernic des données de ses observations astronomiques. Copernic utilisa un certain nombre de ces données dans De revolutionibus. 
Georg Joachim Rheticus, alors jeune professeur de mathématiques à Wittenberg, étudia un certain temps auprès de Schöner en 1538. Il est possible que ce soit celui-ci qui l'ait informé de travaux sur le système héliocentrique, alors non publiés, de Nicolas Copernic, et lui ait donné l'idée de rendre visite au chanoine polonais. Cette visite devait aboutir à la publication en 1543 du De revolutionibus de Copernic à Nuremberg. Rheticus publia en 1540 le  « premier rapport » sur les travaux de Copernic, la Narratio prima, rapport qu'il envoya d'abord à Schöner et qui est dédié à celui-ci. 
En 1544, Schöner publia les manuscrits des observations astronomiques de ses maîtres Regiomontanus et Bernhard Walther (de), sous l'intitulé : Observationes XXX annorum a I. Regiomontano et B. Walthero Norimbergae habitae.